# Lophophorini
Lophophorini (лат.) — триба фазановых птиц из подсемейства фазанов (Phasianinae), включающая три рода: трагопаны (Tragopan), кундыки (Tetraophasis) и моналы (Lophophorus). Обитают в Азии. Монофилия трибы подтверждается генетическими исследованиями, и её выделение было признано справочником Howard and Moore Complete Checklist of the Birds of the World (2013 г.; 4-е издание).
Согласно анализу Де Чена и соавторов (2021), предки Lophophorini отошли от общего ствола «эректильной клады» ("erectile clade") фазанов в позднем олигоцене или раннем миоцене; возникновение кроновой группы Lophophorini относится примерно к тому же времени. От ближайшего общего предка Lophophorini произошло две доживших до наших дней ветви: одна привела к трагопанам, а другая — к кундыкам и моналам (последние два рода разошлись в раннем или среднем миоцене). 

## Классификация
| Иллюстрация        | Род                    | Современные виды |
| ------------------ | ---------------------- | --- |
| Глазчатый трагопан | Трагопаны (Tragopan)   | - Черноголовый трагопан (Tragopan melanocephalus) - Трагопан-сатир, или красный трагопан (Tragopan satyra) - Серобрюхий трагопан (Tragopan blythii) - Глазчатый трагопан (Tragopan temminckii) - Буробрюхий трагопан (Tragopan caboti) |
| Рыжегорлые кундыки | Кундыки (Tetraophasis) | - Кундык (Tetraophasis obscurus) - Рыжегорлый кундык (Tetraophasis szechenyii) |
| Гималайский монал  | Моналы (Lophophorus)   | - Гималайский монал (Lophophorus impejanus) - Белохвостый монал (Lophophorus sclateri) - Китайский монал (Lophophorus lhuysii) |